# Руотсалайнен, Пааво

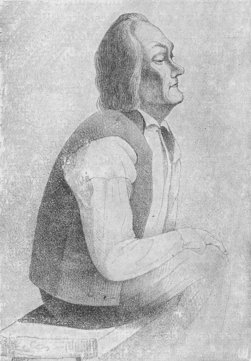

Пааво Руотсалайнен (фин. Paavo Ruotsalainen, швед. Påhl Henrik Ruotsalainen также известный как Löyhkä-Paavo примерное значение — Павлуша-дурачок; 9 июля 1777, Лапинлахти, — 27 января 1852, Нильсия, Великое княжество Финляндское) — финский лютеранский проповедник-мирянин, лидер одного из движений веры.

## Биография
Пааво родился в семье зажиточного крестьянина Вилппу Руотсалайнена и Анны Хелены Сван, дочери пастора. Мальчик рано научился читать и получил от своего дяди в подарок Библию, которую уже в детстве прочитал несколько раз. На конфирмацонных экзаменах он показал отличные познания, однако систематического обучения не получил, оставаясь самоучкой. Сам Пааво говорил, что окончил «Академию сосновой фабрики».
В конце XVIII века в Финляндии началось очередное пробуждение, когда Евангелие начали проповедовать миряне. Одним из лидеров движения стал кузнец Яакко Хёгман, поездка к которому в 1799 году изменила жизнь юноши. Помимо духовных наставлений проповедник подарил Пааво молитвенник Томаса Уилкокса «Дорогие капли мёда». Вдохновлённый юноша сам начинает проповедовать и достаточно быстро вокруг него образовалась группа последователей; особенно значимой стали помощь зажиточного крестьянина Лаури Юхана Нисканена. Тем не менее материальное положение Пааво оставалось сложным. В 1817 году он с группой крестьян из окрестных деревень пытался эмигрировать в Польшу, привлечённый слухами о том, что там бесплатно раздают земли. Однако поездка закончилась в Выборге, так как Пааво имел просроченный паспорт. Он ещё несколько раз менял место жительства, пока не обосновался окончательно на острове Ахолансаари.
В 1822 году Пааво ездил в Петербург для разговора с епископом Закариасом Сигнеусом. В следующем году проповедника посетил епископ из Порво Йохан Моландер.
В 20-х годах XIX века на юге Финляндии было несколько пиетистских движений, которые достаточно часто находились в не слишком дружественных отношениях между собой. Однако Пааво смог найти единомышленников в лице пастора из Юливиеска Йонаса Лагуса и помощника пастора из Нивала Нийло Кустаа Малмберга. Деятельность Руотсалайнена привлекла к себе внимание официальных церковных властей, которые привлекли мирянина-проповедника к суду за нарушение конвентикельплаката от 1726 года, регулировавшего проведение внецерковных духовных мероприятий. Пааво был приговорён к штрафу, однако подобные преследования только сплотили его приверженцев.
Пааво совершал множество поездок по стране, проповедуя Евангелия. При отсутствии возможности пользоваться транспортом он шёл пешком. Считается, что в итоге общая протяжённость его путешествий составила более 40 000 километров. Помимо восточной Финляндии, он побывал и на юге страны, в том числе в Хельсинки, отчего получил шуточное прозвище «пастор двух епархий».
Конец жизни Руотсалайнена был омрачён конфликтом с бывшими соратниками Хенриком Ренквистом (из-за разногласий по поводу молитв на коленях) и Фредриком Габриэлем Хедбергом (с которым спорил о природе веры, причём делал это в резкой форме, в том числе сравнивал оппонента с Иудой), в результате чего в движении произошёл раскол. Помимо этого Пааво критиковали за грубоватый язык и употребление алкоголя. На фоне этих нестроений проповедник скончался в 1852 году. В отличие от других подобных течений (например, лестадианства) движение Руотсалайнена постепенно заглохло после его смерти.

## Взгляды
Руотсайлайнен учил, что человек ничего не может сам сделать для своей духовной жизни. Человек может лишь, имея «веру в тоске», уповать на Бога и ждать Его ответа. Однако, несмотря на это, грешник должен стремиться обрести уверенность в том, что Бог ради Иисуса может спасти и его, поэтому и в радости, и в печали человек должен обращаться к Богу и уповать на Него.

## Упоминания в искусстве
В 1975 году финский композитор Йонас Кокконен на либретто Лаури Кокконена написал оперу «Последние искушения». Главным героем этой оперы стал Пааво Руотсалайнен.